# SERPINE3
SERPINE3 (англ. Serpin family E member 3) – білок, який кодується однойменним геном, розташованим у людей на 13-й хромосомі. Довжина поліпептидного ланцюга білка становить 424 амінокислот, а молекулярна маса — 46 963.
| 10         |  | 20         |  | 30         |  | 40         |  | 50         |
| ---------- |  | ---------- |  | ---------- |  | ---------- |  | ---------- |
| MPPFLITLFL |  | FHSCCLRANG |  | HLREGMTLLK |  | TEFALHLYQS |  | VAACRNETNF |
| VISPAGVSLP |  | LEILQFGAEG |  | STGQQLADAL |  | GYTVHDKRVK |  | DFLHAVYATL |
| PTSSQGTEME |  | LACSLFVQVG |  | TPLSPCFVEH |  | VSWWANSSLE |  | PADLSEPNST |
| AIQTSEGASR |  | ETAGGGPSEG |  | PGGWPWEQVS |  | AAFAQLVLVS |  | TMSFQGTWRK |
| RFSSTDTQIL |  | PFTCAYGLVL |  | QVPMMHQTTE |  | VNYGQFQDTA |  | GHQVGVLELP |
| YLGSAVSLFL |  | VLPRDKDTPL |  | SHIEPHLTAS |  | TIHLWTTSLR |  | RARMDVFLPR |
| FRIQNQFNLK |  | SILNSWGVTD |  | LFDPLKANLK |  | GISGQDGFYV |  | SEAIHKAKIE |
| VLEEGTKASG |  | ATALLLLKRS |  | RIPIFKADRP |  | FIYFLREPNT |  | GITVFFDRIQ |
| IIYQCLSSNK |  | GSFVHYPLKN |  | KHSF       |  |            |  |            |

A: Аланін

C: Цистеїн

D: Аспарагінова кислота

E: Глутамінова кислота

F: Фенілаланін

G: Гліцин

H: Гістидин

I: Ізолейцин

K: Лізин

L: Лейцин

M: Метіонін

N: Аспарагін

P: Пролін

Q: Глутамін

R: Аргінін

S: Серин

T: Треонін

V: Валін

W: Триптофан

Кодований геном білок за функціями належить до інгібіторів протеаз, інгібіторів серинових протеаз. 
Задіяний у такому біологічному процесі, як альтернативний сплайсинг. 
Секретований назовні.